# Coleophora horatioella
Coleophora horatioella is een vlinder uit de familie kokermotten (Coleophoridae). De wetenschappelijke naam is voor het eerst geldig gepubliceerd in 1952 door Agenjo.
De soort komt voor in Europa.